# Thelotrema similans
Thelotrema similans är en lavart som beskrevs av Nyl. 1890. Thelotrema similans ingår i släktet Thelotrema och familjen Thelotremataceae.   Inga underarter finns listade i Catalogue of Life.